# Segurança hídrica
O objetivo da segurança hídrica é aproveitar ao máximo os benefícios da água para os seres humanos e os ecossistemas. O segundo objetivo é limitar os riscos de impactos destrutivos da água a um nível aceitável. Estes riscos incluem, por exemplo, excesso de água (cheias), escassez de água (seca e escassez de água) ou água de má qualidade (poluída ). As pessoas que vivem com um elevado nível de segurança hídrica têm sempre acesso a “uma quantidade e qualidade de água aceitáveis para a saúde, a subsistência e a produção”. Por exemplo, o acesso à água, ao saneamento e aos serviços de higiene é uma parte da segurança hídrica. Algumas organizações usam o termo segurança hídrica de forma mais restrita, apenas para aspetos de abastecimento de água.
Os decisores e gestores de recursos hídricos buscam atingir metas de segurança hídrica que abordem diversas preocupações. Estes resultados podem incluir o aumento do bem-estar económico e social, ao mesmo tempo que se reduzem os riscos associados à água. Existem ligações e compensações entre os diferentes resultados. :13 Os planeadores consideram frequentemente os efeitos da segurança hídrica para grupos variados quando concebem estratégias de redução das alterações climáticas. :19–21
Três fatores principais determinam o quão difícil ou fácil é para uma sociedade manter a sua segurança hídrica. Estes incluem o ambiente hidrológico, o ambiente socioeconómico e as futuras alterações devido aos efeitos das alterações climáticas. Os decisores podem avaliar os riscos à segurança hídrica em vários níveis. Eles abrangem desde o domicílio até a comunidade, cidade, bacia, país e região.:11
O oposto da segurança hídrica é a insegurança hídrica.:5A insegurança hídrica é uma ameaça crescente para as sociedades.:4 Os principais fatores que contribuem para a insegurança hídrica são a escassez de água, a poluição da água e a baixa qualidade da água devido aos impactos das mudanças climáticas. Outros incluem pobreza, forças destrutivas da água e desastres decorrentes de perigos naturais. As alterações climáticas afetam a segurança hídrica de muitas formas. Mudanças nos padrões de precipitação, incluindo secas, podem ter um grande impacto na disponibilidade de água. Inundações podem piorar a qualidade da água. Tempestades mais fortes podem danificar infraestruturas, especialmente no Sul Global.:660
Existem diferentes maneiras de lidar com a insegurança hídrica. Abordagens científicas e de engenharia podem aumentar o fornecimento de água ou tornar o uso da água mais eficiente. Ferramentas financeiras e económicas podem incluir uma rede de segurança para garantir acesso às pessoas mais pobres. Ferramentas de gestão, como limites de procura, podem melhorar a segurança hídrica. :16 Eles trabalham no fortalecimento de instituições e fluxos de informação. Eles também podem melhorar a gestão da qualidade da água e aumentar o investimento em infraestrutura hídrica. É importante melhorar a resiliência climática dos serviços de água e higiene. Estes esforços ajudam a reduzir a pobreza e a alcançar o desenvolvimento sustentável.
Não existe um método único para medir a segurança hídrica.:562 As métricas de segurança hídrica  dividem-se basicamente em dois grupos. Isto inclui aquelas que são baseadas em experiências versus métricas que são baseadas em recursos. As primeiras concentram-se principalmente em medir as experiências das famílias com a água e o bem-estar humano. As últimas tendem a concentrar-se nas reservas de água doce ou na segurança dos recursos hídricos.
O Sexto Relatório de Avaliação do IPCC descobriu que o aumento de eventos climáticos extremos expôs milhões de pessoas à insegurança alimentar aguda e reduziu a segurança hídrica. Os cientistas observaram os maiores impactos em África, Ásia, América Central e do Sul, Pequenas Ilhas e no Ártico.:9 O relatório previu que o aquecimento global de 2°C exporia cerca de 1 a 4 mil milhões de pessoas a stresse hídrico. Constatou-se que 1,5 a 2,5 mil milhões de pessoas vivem em áreas expostas à escassez de água.:660